# بولات ابیلوف
بولات ابیلوف (قزاقی: Болат Мұқышұлы Әбілов؛ زادهٔ ۱۵ سپتامبر ۱۹۵۷) سیاستمدار اهل قزاقستان است.